# Fender Rhodes
Das Fender Rhodes, Rhodes Piano oder einfach Rhodes ist ein elektromechanisches Musikinstrument, das von Harold Rhodes (1910–2000) entwickelt wurde. Ursprünglich als transportabler Klavierersatz gedacht, setzte es sich aufgrund seines neuen und völlig eigenständigen Klanges durch. Das Fender-Rhodes-Piano kam und kommt speziell in Jazz, Pop, Funk und Soulmusik zum Einsatz. Durch den unverwechselbaren, glockenähnlichen und im Vergleich zu anderen E-Pianos wie dem Wurlitzer 200 A weicheren Klang, die gute Transportabilität und die relativ große Stimmstabilität erlangte es bei Musikern schnell eine hohe Popularität.

## Das Rhodes Electric Piano
Harold Rhodes experimentierte seit dem Zweiten Weltkrieg an verschiedenen Varianten des E-Pianos. Der Durchbruch gelang 1965 mit dem „Fender Rhodes Electric Piano“, einem tragbaren Piano mit 73 Tasten und integriertem Verstärker/Lautsprechersystem.
Die gebräuchlichsten Varianten des Pianos sind das ab 1970 erhältliche Fender Rhodes Mark I sowie das 1979 eingeführte Fender Rhodes Mark II, das sich vor allem durch seine flache Oberschale von seinem Vorgänger unterscheidet. Beide Modelle haben im Laufe der Zeit immer wieder kleinere technische Modifikationen erfahren und sind mit 73 (Tonumfang E1 bis e4) oder 88 Tasten (Tonumfang A2 bis c5) ausgestattet sowie in zwei Varianten erhältlich: der „Suitcase“- und der „Stage“-Variante. Erstere verfügt über einen integrierten Transistorverstärker mit Lautsprechersystem sowie über einen Stereo-Pan-Effekt (welcher genau genommen aus zwei aufeinander abgestimmten Tremolo-Effekten, einer für den linken und einer für den rechten Kanal, besteht) und ist auf Grund ihres enormen Gewichtes besonders als Heimpiano sowie für den Studiogebrauch geeignet, wohingegen die „Stage“-Variante einen externen Verstärker – gebräuchlich sind vor allem Roland Jazz Chorus JC-120 und Fender Twin Reverb (letzterer wurde auch bei Rhodes benutzt, um die Rhodes-Pianos zu testen) – benötigt. Die bessere Transportabilität sowie die meist ohnehin gegebene Notwendigkeit der externen Verstärkung auf Bühnen sorgten dafür, dass die Modelle mit 73 Tasten in der „Stage“-Variante bis heute am meisten verbreitet sind.
Obwohl das Fender Rhodes nicht mehr produziert wird und seit den späten 1980er Jahren zunehmend in Vergessenheit geriet, erlebt das Instrument im Bereich der elektronischen Musik seit den späten 1990ern eine Renaissance. Der charakteristische Rhodes-Klang ist neuerdings vor allem in House-, Nu-Jazz- und R&B-Produktionen sehr gefragt, was auch zu einer erhöhten Nachfrage nach alten Rhodes-Pianos geführt hat.
Digitale Instrumente, die (neben anderem) Klang, Spielgefühl und Dynamik des Fender Rhodes nachzuahmen versuchen sowie eine angenehmer zu transportierende Alternative darstellen, sind von einigen großen Herstellern erhältlich, zum Beispiel die GEM Promega-Serie, Hammond SK-Serie, Kawai MP-Serie, Clavia Nord Stage und Nord Electro, Roland, Yamaha und das Korg SV-1.

## Klangerzeugung

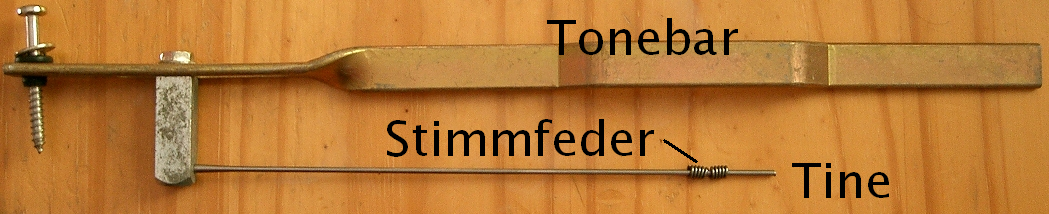
Die asymmetrische Stimmgabel, der Tonerzeuger des Rhodes-Pianos

Bei dem Rhodes wird der Klang durch eine sogenannte „asymmetrische Stimmgabel“ erzeugt. Diese besteht aus einem ca. 1 mm dünnen, runden Stimmstab (engl.: „Tine“), der von einem durch die Taste ausgelösten Gummihammer zum Schwingen gebracht wird. Dieser Stab ist durch einen Metallblock fest mit dem Tonriegel (engl.: „Tonebar“), einem Resonator, der einer Platte eines Vibraphons ähnelt, verbunden. So werden durch den Druck einer Taste beide Seiten der Stimmgabel in Schwingung gebracht. Es entstehen sowohl tieffrequente Töne durch den Stimmstab als auch hochfrequente Obertöne, die aber aufgrund der Inharmonizität sehr weit gespreizt sind, da im Gegensatz zu einer Saite die Saitenspannung fehlt – der Stimmstab kann als einseitig eingespannte Saite angesehen werden. Der erste Oberton hat die 7-fache Frequenz des Grundtones, der zweite Oberton die 21-fache. Weitere Obertöne des Ausgangssignals entstehen durch den magnetischen Tonabnehmer. Dabei spielt die relative Höhenlage zwischen der Stimmstabspitze und der Spitze des magnetischen Tonabnehmers eine Rolle. Mittige Lage erhöht den Anteil der Obertöne, außermittige Lage hebt den Grundton an.
Der Tonriegel kann sich, wie ein Vibraphon, nicht verstimmen, die Tonhöhe des Stimmstabes wird über eine Stimmfeder, die auf dem Stimmstab nach vorne und hinten geschoben werden kann, bestimmt. Das Rhodes verstimmt sich daher eher durch einen Transport als durch Temperaturunterschiede, wie es bei einem Klavier oder Flügel üblich ist. Der Ton wird von einem Tonabnehmer ähnlich dem einer E-Gitarre abgenommen.

## Geschichte

### Frühe Modelle

#### Das Army Air Corps Piano (1942–1945)
Im Zweiten Weltkrieg bekam Harold Rhodes, der bei der Air Force diente, den Auftrag, verwundete Soldaten mit seiner Methode im Klavierspiel zu unterrichten, um ihren Genesungsprozess zu beschleunigen. Damit die bettlägerigen Patienten Klavier üben konnten, baute Rhodes ein kleines tragbares Instrument, das sitzend im Bett gespielt wurde. „Die ersten Exemplare bastelte er aus Material zusammen, das einfach in der Kaserne herumlag, meistens alte Flugzeugteile. Dazu schnitt er anstelle der Saiten Druckleitungen aus Aluminium wie die Klangröhren eines Xylophons als Klangerzeuger zurecht“. Von diesem Army Air Corps Piano, genannt „Xylette“, wurden in den Jahren von 1942 bis 1945 ca. 125.000 Stück gebaut.

#### Das Pre-Piano (1946)

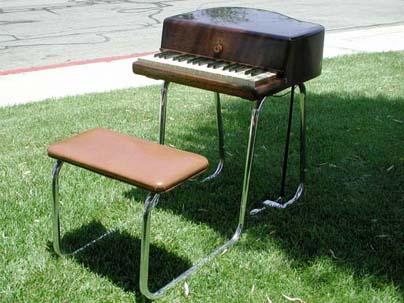
Ein Rhodes Pre-Piano

Aufgrund des großen Erfolgs in den Hospitälern der US-Armee (über 250.000 GIs bekamen den Rhodes-Klavierunterricht, Rhodes selbst erhielt eine Commemoration of Exceptional Civilian Service für seine therapeutischen Erfolge) gründete Rhodes nach dem Krieg eine eigene kleine Firma und stellte das sogenannte „Pre-Piano“ her, bereits mit eingebautem Verstärker. Die nötigen Kenntnisse in Metallbearbeitung und Elektronik hatte er sich selbst beigebracht. Das Projekt schlug jedoch fehl und die nächsten Jahre lag die Idee eines kleinen, elektrischen Pianos auf Eis. Allerdings war das Pre-Piano der Firma Wurlitzer aufgefallen, welche dieses als Ausgangspunkt für die Entwicklung eigener elektronischer Klaviere nahm.

#### Die Zusammenarbeit mit Leo Fender, „Red-Top“-Serie (1959–65)

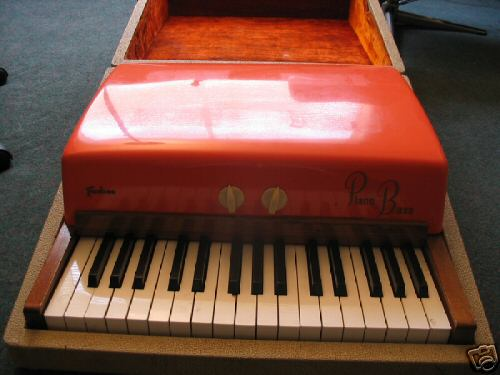
Rhodes Piano Bass

Rhodes arbeitete trotz des Misserfolgs unverdrossen weiter und entwickelte ein größeres Piano in der Größe eines kleineren Klaviers. Dieses Instrument erregte die Aufmerksamkeit von Leo Fender, der in den 1950er Jahren durch die Entwicklung von elektrischen Gitarren wie Telecaster oder Stratocaster sowie verschiedener Verstärker eine dominierende Stellung auf dem Markt eingenommen hatte. Fender bot Rhodes Geld, Platz und Möglichkeiten zur Vermarktung seines Pianos. Die Zusammenarbeit der beiden Autodidakten, durch die Gründung der Firma Fender Rhodes besiegelt, dauerte von 1959 bis 1965. Leo Fender trug manches zur Verbesserung des Entwurfs bei, so erhöhte er etwa die Lebensdauer der Stimmstäbe von 40.000 auf 1,5 Mio. Anschläge. Jedoch war das Verhältnis zwischen beiden Entwicklern von persönlichen Spannungen belastet. Zu dieser Zeit kam die erste Serie der Fender Rhodes Pianos auf den Markt. Die Produkte der Serie waren die heute allesamt extrem seltenen „Piano Bass“ (1960), „Piano 61“, „Piano 73“ und „Piano Celeste“ (die letzten drei erschienen in den Jahren 1963 und 1964), welches es in 3- und 4-oktavigen Versionen gab. Auf Grund des roten Deckels, der bei allen Modellen der Serie vorhanden war, werden diese Rhodes heute „Red-Top“-Rhodes genannt. Bekannt wurde das Piano Bass, welches nur zweieinhalb Oktaven umfasst, durch Ray Manzarek von den Doors (die keinen festen Bassisten in ihrer Besetzung hatten): bei Live-Auftritten spielte er mit der linken Hand den Piano Bass, mit der rechten Hand spielte er Orgel.

### Die Ära der klassischen E-Pianos (1965–83)
1965 wurde „Fender Rhodes“ an die Firma CBS verkauft, was dem Fender Rhodes Electric Piano größere Beliebtheit erbrachte. In den folgenden 18 Jahren wurden täglich bis zu 50 Rhodes-Pianos ausgeliefert. Diese Ära brachte acht Serien hervor, fast jede Serie bestand aus verschiedenen Modellen:

#### Fender Rhodes „Silver-Top“ Electric Piano (1965–69)

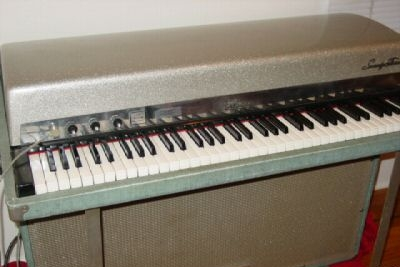
Fender Rhodes Silver-Top Suitcase

Das Fender Rhodes „Silver-Top“ hatte einen charakteristischen silbernen Deckel und war das erste wirkliche Rhodes E-Piano. Von den verschiedenen seinerzeit erhältlichen Ausführungen war am gebräuchlichsten die Version mit 73 Tasten, auf einen Verstärker mit 50 W (4 × 12″ Speakers, mono) aufgelagert, mit eingebautem EQ (Bass/Höhen) sowie Tremolo-Effekt. Der Sound war rau und glockenartig.
Zu hören ist dieses Modell zum Beispiel auf „Bitches Brew“ (1969/70) von Miles Davis, einer der ersten Jazzplatten, auf denen ein Rhodes eingesetzt wurde. Interessant ist der Vergleich dieser Platte (die bewusst nach neuen Stilmitteln sucht) mit den nur wenige Wochen später entstandenen Aufnahmen von Bill Evans, der das Fender Rhodes Electric Piano in seinem bereits etablierten, kammermusikalischen Triostil verwendet. Evans meinte dazu: “I’ve been happy to use the Fender Rhodes to add a little colour to certain performances – but only as an adjunct. […] No electric instrument can begin to compare with the quality and resources of a good acoustic instrument.” Überraschend an dieser – relativ kritischen – Stellungnahme Evans’ zu den eigenen Aufnahmen ist, dass seine Klangvorstellung vom akustischen Klavier dem charakteristischen „glockenartigen“ Sound des Rhodes oft erstaunlich nahekam.

#### Fender Rhodes Mark I (1969–75)
Mit dem Beginn der 1970er entwickelte sich die Produktserie Fender Rhodes weiter. Das „Fender Rhodes Electric Piano“ wurde in „Fender Rhodes Mark I“ umbenannt, welches erstmals den schwarzen Deckel und die matte, silberne Kontrollleiste („Namerail“) mit sich brachte. Außerdem waren jetzt eine Suitcase-Variante mit Verstärker (80 W, stereo) und eine Stage-Variante ohne Verstärker (dadurch wesentlich leichter und auch billiger) erhältlich. Die Konstruktion wurde weiterentwickelt: Die hölzernen Hämmerchen, die bei längerer Benutzung Furchen bilden und schwierig zu reparieren waren, wurden durch solche ersetzt, die austauschbare Gummi-Köpfe hatten, wobei die Härte des Gummis je nach Oktavgruppen unterschiedlich war. Dadurch wurde erreicht, dass der Klang trotz unterschiedlicher Tonhöhen der gleiche blieb. Die Resonatoren wurden dünner und leichter, was das Gesamtgewicht des Pianos reduzierte und die Tonqualität erhöhte. Die Stimmstäbe wurden langlebiger gemacht, was zu einem stabileren Klang führte, wobei der glockenartige Charakter zum großen Teil beibehalten wurde. 1972 war die Klangerzeugung so weit entwickelt, dass auch Töne im extremen Bass- und Höhenbereich stabil wiederzugeben waren, so dass erstmals ein Modell mit 88 Tasten herausgebracht werden konnte.

#### Rhodes Mark I (1975–79)

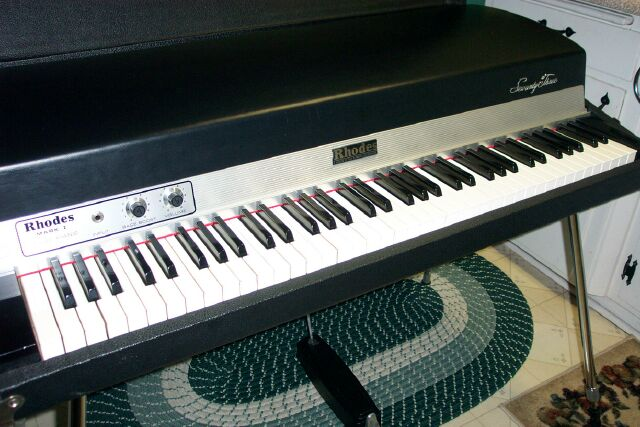
Rhodes Mark I SeventyThree Stage

Ab 1975 wurde der Name Fender aus dem Markennamen gestrichen, es gab nun das Rhodes Suitcase Piano sowie das Rhodes Mark I Stage Piano, jeweils mit wahlweise 73 oder 88 Tasten. Doch nicht nur der Name, auch die Klangerzeugung hatte sich geändert: Die Hämmerchen waren jetzt komplett aus Plastik, was das Gewicht weiter reduzierte und die Stimmstäbe wurden noch einmal vielfach langlebiger gemacht. Die Köpfe waren jedoch weiterhin aus Gummi, wobei die Härte des Gummis je nach Oktavgruppen unterschiedlich war. Dadurch wurde erreicht, dass der Klang trotz unterschiedlicher Tonhöhen der gleiche blieb. Dadurch veränderte sich aber auch der Klang der Instrumente im Vergleich zur Vorgängergeneration: Der Rhodes-Sound der späten siebziger Jahre war weicher und weniger glockenartig. Die meisten weiteren Veränderungen erfuhr die Suitcase-Version: Der Verstärker hatte nun 100 W stereo sowie Ein- und Ausgänge für den Anschluss an ein Mischpult, so dass der Rhodes-Verstärker im Live-Einsatz nicht mehr abmikrofoniert werden musste. Das Kontrollfeld wurde umgestaltet und bot nun Schieberegler für EQ, Intensitäts- und Geschwindigkeitsregler für den Stereo-Tremolo Effekt sowie Klinkenbuchsen für das Einschleifen von externen Effektgeräten.

#### Rhodes Mark II (1979–83)

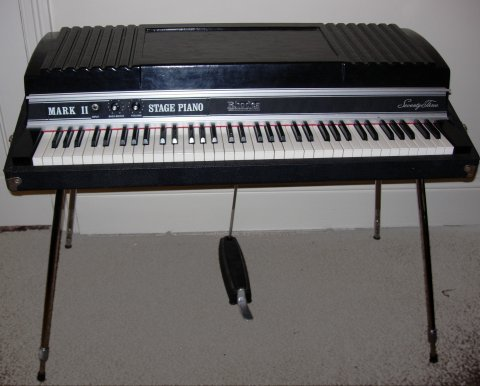
Rhodes Mark II

Im Jahre 1979, auf dem Höhepunkt der Beliebtheit der Rhodes-Pianos, entschloss sich CBS, den Instrumenten im Hinblick auf das neue Jahrzehnt ein neues Aussehen zu geben: Das Rhodes Suitcase Piano sowie das Rhodes Mark II Stage Piano waren vom Klangverhalten her fast identisch mit den Mark I-Modellen, aber im Design überarbeitet: Die Instrumente waren nun vornehmlich in schwarz gehalten, und den Deckel hatte man so gestaltet, dass man noch ein zusätzliches kleines Tasteninstrument darauf stellen konnte. 1980 wurde eine kleinere Variante, das Rhodes 54, vorgestellt. Ebenfalls in diesem Jahr wurden, gegen den Willen von Harold Rhodes, erstmals Pianos mit Plastiktasten angeboten, was den Nachteil der sich im Lauf der Zeit verziehenden Holztasten ausgleichen sollte. Jedoch war das Spielgefühl dadurch negativ verändert, es ähnelte dem des späteren Digitalpianos. Es wurden aber parallel dazu auch weiterhin die Versionen mit Holztasten verkauft.

#### Rhodes Mark III EK-10 (1980–1983)

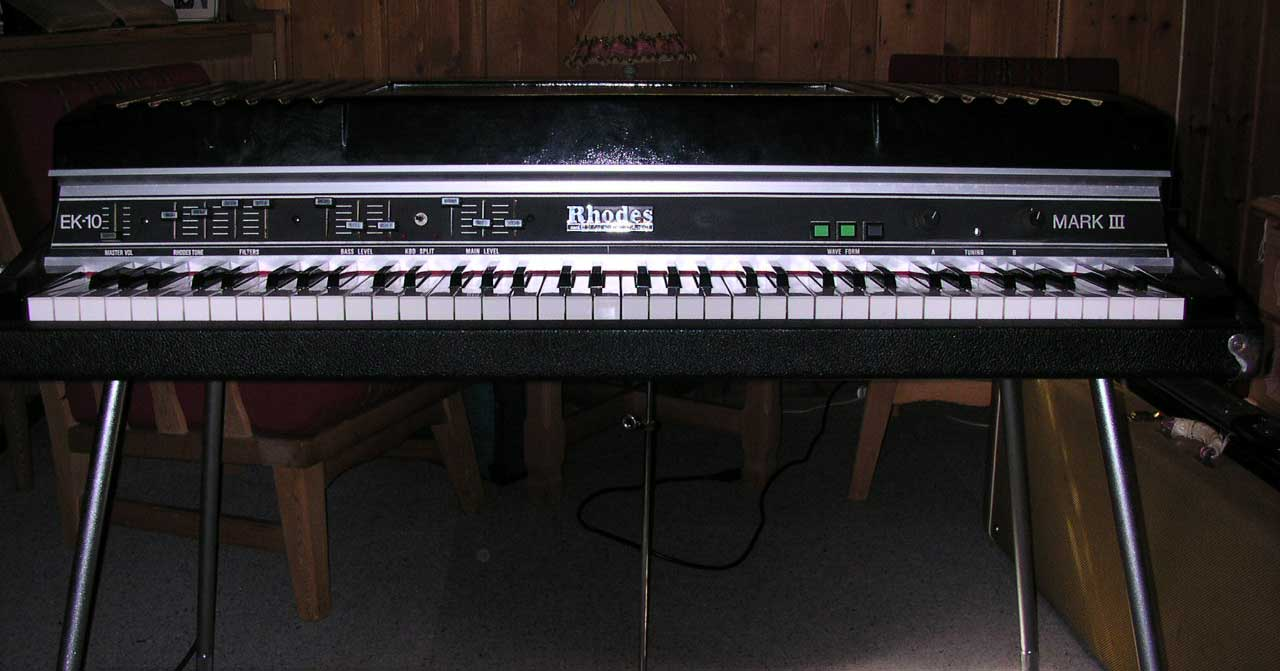
Rhodes Mark III EK-10

Dieses Modell wurde zwar noch in der klassischen Zeit der Fender Rhodes E-Pianos hergestellt, kann aber nur mehr aus chronologischen Gründen zu dieser Ära gerechnet werden. 1980 erstmals gebaut, hatte das Mark III EK-10 einen ganz neuen Ansatz: in ein Stage 73-Modell wurde eine Synthesizer-Komponente eingebaut, um einen „futuristischen“ Sound durch Veränderung des originalen Rhodes-Tones zu erzeugen. Hintergrund war die Übernahme der Synthesizerfirma ARP durch CBS, welche auch 1981 zur Neuauflage des ARP Chroma unter dem Namen Rhodes Chroma führte.
Während das Rhodes Chroma nichts mit dem geschätzten Rhodes-Sound zu tun hatte, war das Mark III Ek-10 im Wesentlichen ein Mark II mit zusätzlich eingebauter analog-elektronischer Klangerzeugung. Der Original-Rhodes-Sound sowie der elektronisch erzeugte Klang konnten unabhängig voneinander gespielt, zusammengemischt sowie stufenlos gegeneinander verstimmt werden, was eine Erweiterung der Klangmöglichkeiten des Instrumentes zur Folge hatte. Harold Rhodes war offenbar sehr erbost, dass das Mark III als das „neue Rhodes“ beworben wurde.

#### Student Models (~1965–1974), Home Piano (1974–1977) und das Club Model (1982)
Ähnlich wie Wurlitzer brachte auch Rhodes eigene Modelle für den Musikunterricht, Schulen und Universitäten heraus. Diese „Student Piano“ genannten Modelle waren Tonerzeugungstechnisch völlig identisch mit Stage- und Suitcase-Rhodes. Sie waren in verschiedenen Farben („KBS 7024“ 1965–1966 gold; „Jetsons model“ 1967–1969 in hellgelb, avocadogrün, fiestarot und zimtrot) erhältlich und hatten das sogenannte „Fischflossendesign“, ein etwas runderes Design mit nur einem Standfuß, in den das Pedal integriert war. Diese Modelle besaßen im Gegensatz zur Stagevariante einen Kopfhörerausgang, ein Notenpult, sowie ein integriertes Metronom. Der passend dazu erhältliche Verstärker war als Sitzbank gedacht. Für den Lehrer war ein extra dafür hergestelltes Mischpult mit Kopfhörer vorgesehen, von dem aus er alle Schüler wahlweise anhören oder stummschalten konnte.
Ab 1969 wurde diese Reihe von dem KMC-1 abgelöst, welches mit dem Deckel eines Mark I daherkam, allerdings die Features des Studentenmodells (Metronom, Notenpult und Kopfhörerausgang) hatte und genau wie ein Suitcase auf einem Verstärker befestigt war. Die einzige größere Neuerung dieses Modells war der zu Übungszwecken eingebaute Kassettenrekorder. Dieses Modell hatte an den Seiten erstmals eine Verkleidung aus Walnussholz.
1974 zog sich Rhodes aus der Musikerziehung zurück. Das KMC-1 wurde vom „Rhodes Home Piano“ abgelöst, welches komplett mit Walnussholz verkleidet war, ansonsten aber mit dem Student Piano baugleich war. Dieses Modell wurde 1974 bis 1977 lediglich 250-mal hergestellt.
Außerdem gab es noch das 1982 in Großbritannien gefertigte „Club Model“, welches, wie der Name schon verrät, für Clubs gedacht war. Abgesehen von der schwarzen Holzverkleidung und den unter der Tastatur angebrachten Reglern zur Einstellung war dieses Modell identisch mit dem Suitcasemodell.

#### Dyno-My-Rhodes – Die berühmte Modifikation (1974–~1985)

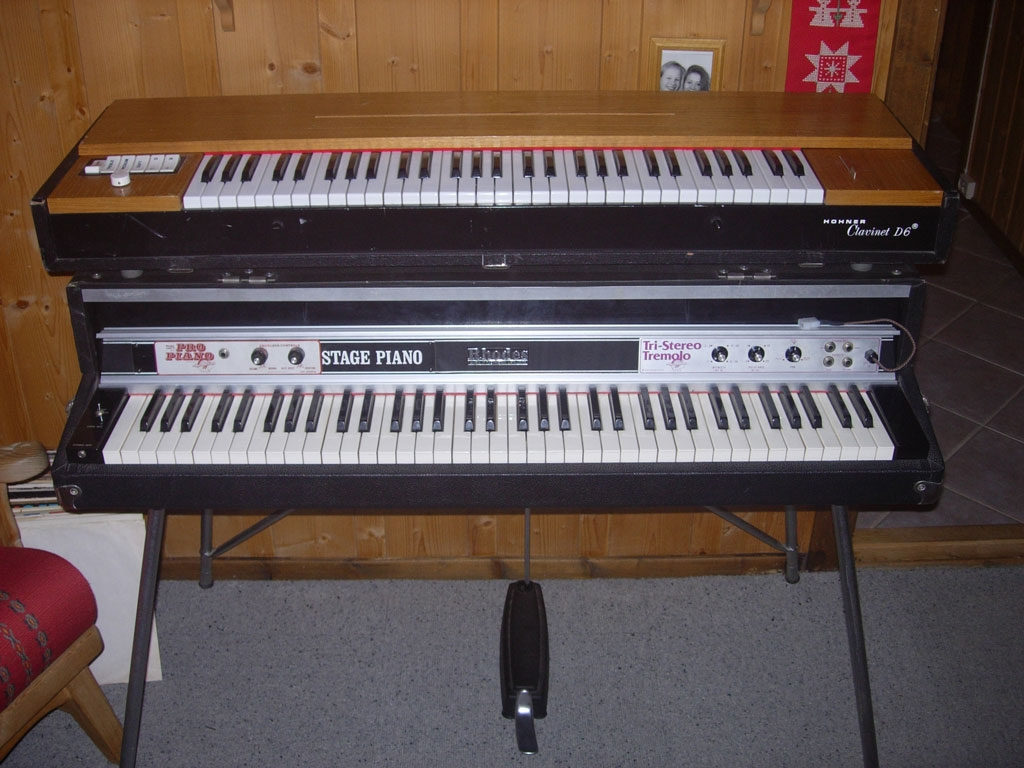
Rhodes Mark II mit Dyno Flat Top, Pro Piano-Preamp und Tri-Stereo-Chorus; oben drauf: ein Hohner Clavinet D6

In den 1970er Jahren begann Chuck Monte in den USA, unter dem Namen „Dyno-My-Piano“ diverse Modifikationen für das Rhodes zu entwickeln und auf den Markt zu bringen. Neben dem „Flat Top“-Deckel, der es auch Mark I-Besitzern möglich machte, weitere Keyboards auf das Rhodes zu stellen, was vorher wegen des runden Deckels problematisch war, gab es das „Percussion Pedal“, mit welchem man die Abstände zwischen Tines und Pickups, und damit auch den Ton, in Echtzeit mit einer Bewegung eines Reglers mit dem Knie (weswegen der Name „Pedal“ eigentlich unpassend ist) verändern konnte. Mit dem „Tri-Stereo-Chorus“ wurde das Rhodes-Signal stereo, und man konnte verschiedene Effekte erzeugen und weitere externe Effektgeräte einschleifen, der „Stereochorus“ bot nur einen gewöhnlichen Choruseffekt und keine Einschleifoption, war dafür billiger. Für Live- und Studionutzung mit mehreren Keyboards (und somit auch Störquellen) interessant war das „Ground Shield Kit“, welches das sonst sehr Störgeräusch-anfällige Rhodes isolierte. Die Dyno-My Midifikation ermöglichte es erstmals, über die Rhodes-Tastatur die aufkommenden Midi-Expander und Keyboards anzusteuern. Was die Firma allerdings berühmt machte, war der Dyno-My „Pro Piano“ Preamp, ein Vorverstärker mit integriertem Equalizer, der den von Natur aus relativ dumpfen und mittigen Sound des Rhodes „groß“ und „glänzend“ machte. Dieser Preamp wurde in den 1970ern und 1980ern bei sehr vielen Künstlern genutzt, unter anderem bei Marvin Gaye, Michael Jackson, Earth, Wind & Fire, Rick James, Santana, Steely Dan, George Duke und Joe Zawinul. Für viele Menschen ist der „Dyno“-Sound der Inbegriff für den Rhodes-Sound schlechthin. Aus dem Dyno-Sound entwickelte Yamaha auch den sehr bekannten Rhodes-Sound auf FM-Synthese (erstmals in Serienproduktion im Yamaha DX 7 vertreten), der in den späten 1980ern viel in Popmusik genutzt wurde, und der sich vom Original so stark unterscheidet, dass er heute in vielen Keyboards eine eigene Nachbildung bekommt. Mit dem Ende der klassischen Rhodes-Ära Mitte der 1980er endete auch die Zeit der Firma Dyno-My-Piano.

### Nach der klassischen Ära

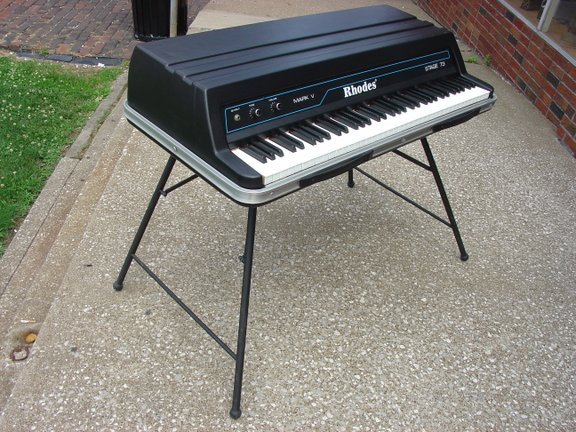
Rhodes Mark V

#### Verdrängung durch digitale Keyboards, Mark V (1984)
1983 wurde Rhodes von CBS an William Schultz verkauft, der 1985 auch Fender übernahm. Dies bedeutete das Ende der klassischen Rhodes E-Pianos. Nachdem das Mark IV, welches angeblich Stahltasten haben sollte, nie den Markt erreicht hat, veröffentlichte Rhodes im Jahre 1984 das Mark V. Im Zuge des immer stärker werdenden digitalen Booms verkaufte sich das Nachfolgemodell Mark V, das nur als Stage-Variante mit 73 Tasten erschien, und heute als das ultimative Rhodes angesehen wird, nur schlecht. Von diesem Mark V wurden auch Prototypen mit MIDI-Anbindung entwickelt, von denen nur drei Stück gebaut wurden – eine dieser Raritäten besaß Chick Corea, der es auf dem ersten Album seiner „Chick Corea Elektric Band“ einsetzte. 1987 wurde das Warenzeichen „Rhodes“ an die japanische Firma Roland verkauft. Der mittlerweile fast 80-jährige Harold Rhodes wurde zwar offiziell in die Produktentwicklung für ein neues E-Piano miteinbezogen, doch das zwei Jahre später präsentierte Rhodes MK-80 erschien lediglich als Digitalpiano mit Imitationen verschiedener E-Piano-Klänge. In den folgenden Jahren kamen unter dem Namen Rhodes noch weitere Instrumente auf den Markt, zu nennen ist die Zugriegelorgel VK-1000. Harold Rhodes selbst war von der Neuausrichtung der Marke hin zu digitalen Instrumenten maßlos enttäuscht. 1997 gab er bekannt, die Namensrechte wieder zurückgekauft zu haben und zusammen mit Familienmitgliedern den Bau eines neuen E-Pianos in Erwägung zu ziehen. Bevor diese Pläne jedoch umgesetzt werden konnten, starb Harold Rhodes im Jahre 2000 kurz vor seinem 90. Geburtstag.

#### Gegenwart und Zukunft
Ende des Jahres 2000 entwarf und baute John R. McLaren von Major Key, als Prototyp für eine neue Serie, die nie den Markt erreicht hat, das Rhodes „Major Key 54“. Dieses Rhodes besteht offiziell aus 65 % neuen Teilen, die mit den alten, restaurierten Maschinen hergestellt wurden, 30 % aus unbenutzten Originalteilen, und zu 5 % aus völlig neu entworfenen Teilen, unter anderem dem Harmonic Clarifier, einem Preamp, der auch regulär auf dem Markt erhältlich ist. Die etwas ungewöhnliche Farbgebung (Silberner Deckel, braune Namerail, cremefarbener Bezug) begründet McLaren wie folgt: „As for the choice of new cosmetics, it was simply ‚for fun‘“.
Mit dem Tode von Harold Rhodes im Jahr 2000 gingen die Namensrechte der Firma auf Joseph A. Brandstetter über. Laut einer E-Mail, mit der er sich 2006 an die Mitglieder der Yahoo-Rhodes-Mailgroup gewandt hat, entwickelt er unter Einbeziehung einiger amerikanischer Rhodes-Spezialisten eine Serie von 5 verschiedenen neuen Rhodes-Modellen, die wieder komplett elektromechanische Tonerzeugung haben sollen, und die auf der NAMM Show 2007 vorgestellt werden soll.
Die Aussage dieser E-Mail hat sich am 7. Januar 2007 offensichtlich bestätigt, da die neue Firmenleitung der Firma Rhodes eine eigene Website (siehe Weblinks) online gestellt hat. Auf dieser wird die Vorstellung von 9 verschiedenen neuen elektromechanischen Pianos mit diversen neuen Features auf der Namm 2007 in Anaheim zwischen dem 18. und dem 21. Januar bekanntgegeben.
Auf der Namm in Anaheim und der Musikmesse in Frankfurt 2007 hatte Rhodes die neuen Modelle in verschiedenen Farbvarianten mit der Mechanik der Mark V, und einem völlig neu entwickelten Preamp vorgestellt. Die aktiven Modelle haben einen integrierten Equalizer sowie eine Tremolo-Funktion, des Weiteren gibt es noch eine aktive Version mit Midi und eine völlig passive. Es wird Modelle mit 61, 73 und 88 Tasten geben.
Laut Pressemeldung vom 19. Juni 2009 hat die Rhodes Music Corporation den Fertigungsbetrieb für das Mark VII in Longbeach, Kalifornien aufgenommen. Auf der Homepage von rhodespiano.com sind Videos der Fachzeitschrift Keyboard zu sehen, welche den Fertigungsprozess zeigen.
Auf der Firmenwebsite gibt es unter der Rubrik „Shop“ lediglich ein Kontaktformular, weil alle Instrumente „Custom Built“ geliefert werden. Auch ein Preis wird nicht angegeben. Das neue Rhodes kann auch als Masterkeyboard verwendet werden, es hat MIDI- und USB-Anschluss.
Auf der Musikmesse 2010 wurde bekannt, dass die neuen Rhodes-Produkte voraussichtlich noch in der ersten Jahreshälfte 2010 bei zahlreichen deutschen und österreichischen Musikinstrumenten-Einzelhändlern antest- und bestellbar werden sollen. Ermöglicht wird das über zwei deutsche Handelsagenten, die die Händler-Bestellungen für den deutschen und österreichischen Markt abwickeln werden. Das günstigste Modell (S-Serie) mit 73 Tasten wird möglicherweise zu einem „Straßenpreis“ von etwa EUR 3.200,- erhältlich sein. Der Vertrieb der 61-Tasten-Modelle ist nicht geplant, nur die Instrumente mit 73 und 88 Tasten sollen erhältlich sein.
2021 kündigte die Rhodes Music Group eine Neuauflage des Klassikers an. Das Mark 8 ist seit Ende 2021 auf dem Markt und basiert auf dem bewährten System der Klangerzeugung mit Klangstäben und Tonebars, nutzt aber präzisere Holztasten von Kluge, wie sie auch in hochwertigen Klavieren und Flügeln verbaut werden. Das Design stammt von Axel Hartmann, der dem Mark 8 ein klassisch-modernes Erscheinungsbild gab.

## Hörbeispiele
- Bekannte Musikstücke mit Fender-Rhodes-Einsatz:
  - Herbie Hancock: Chameleon
  - Chick Corea: Spain
  - Billy Joel: Just the Way You Are
  - Stevie Wonder: You Are the Sunshine of My Life
  - Sade Adu: Smooth Operator[10]
  - Jamiroquai: Blow Your Mind
  - The Doors: Riders on the Storm
  - Led Zeppelin: No Quarter
  - Justin Timberlake: Señorita
  - Bob James: Angela
  - Ray Charles: Shake a Tail Feather
  - Radiohead: Everything in Its Right Place
  - Portishead: Roads
  - Vanessa Carlton: C’est la vie
  - Tori Amos: Tombigbee
  - Herbert Grönemeyer: Der Weg
  - Pink Floyd: Sheep
  - Eumir Deodato: Also sprach Zarathustra
  - Chris de Burgh: A Spaceman Came Travelling
  - Traffic: Empty Pages
  - Marcin Grochowina: On Green Dolphin Street[11]

- Hörbeispiele im Ogg-Vorbis Format:
  - Aufnahme eines Rhodes Mark I, verzerrt über einen Röhrenverstärkerⓘ/?